# TV4-nyheterna Väst
TV4-nyheterna Väst är en av TV4-gruppens 25 lokala stationer. Stationen producerar lokala nyheter. Korta nyhetssändningar sänds vardagsmorgnar varje halvslag i Nyhetsmorgon samt i 19.00-sändningen och 22.30 på måndag-torsdagar. Programmet sänds från Göteborg.

## Historik
TV4 Väst skapades då det tidigare TV4 Fyrstad i Uddevalla gått i konkurs. Den nya stationen etablerades i Trollhättan.